# Chroboly
Chroboly (en allemand : Chrobold) est une commune du district de Prachatice, dans la région de Bohême-du-Sud, en République tchèque. Sa population s'élevait à 590 habitants en 2023.

## Géographie
Chroboly se trouve à 8 km au sud-est de Prachatice, à 31 km à l'ouest de České Budějovice et à 128 km au sud-sud-ouest de Prague.
La commune est limitée par Nebahovy et Mičovice au nord, par Lhenice à l'est, par Ktiš et Křišťanov au sud, et par Zbytiny et Prachatice à l'ouest.

## Histoire
La première mention écrite du village date de 1317.

## Administration
La commune se compose de six sections :
- Chroboly
- Leptač
- Ovesné
- Příslop
- Rohanov
- Záhoří

## Galerie

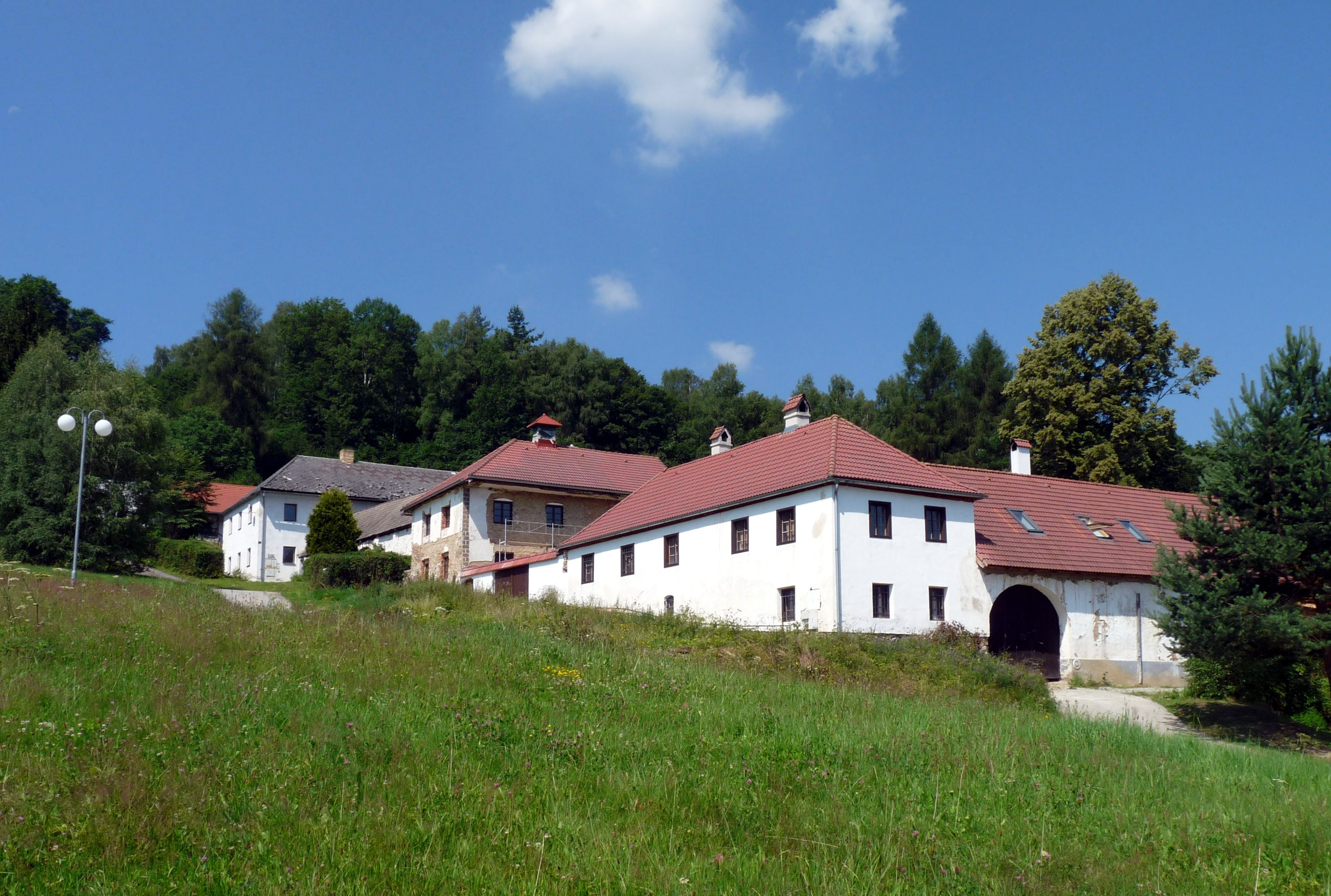
Maisons à Lučenice.
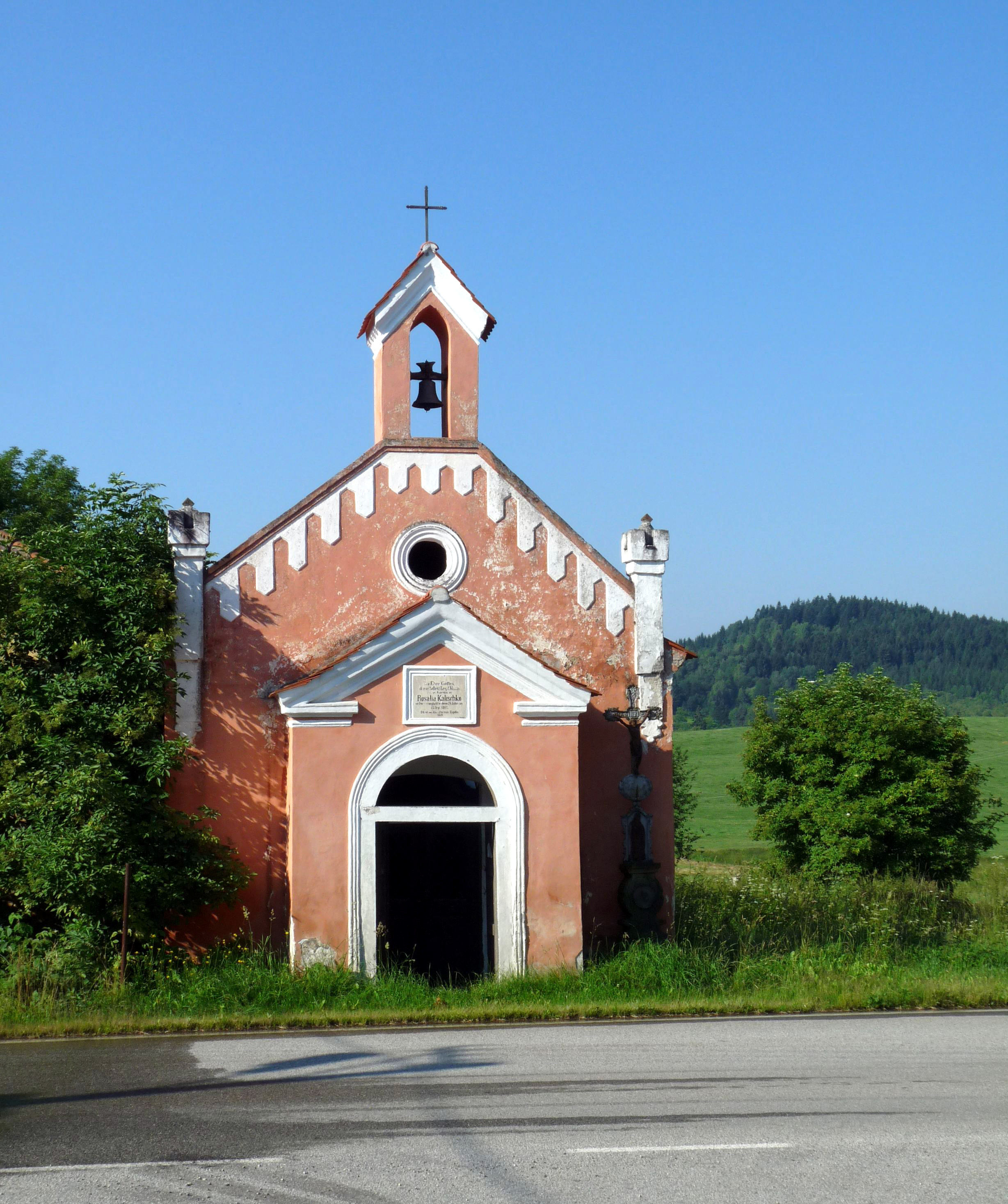
Chapelle à Záhoří.

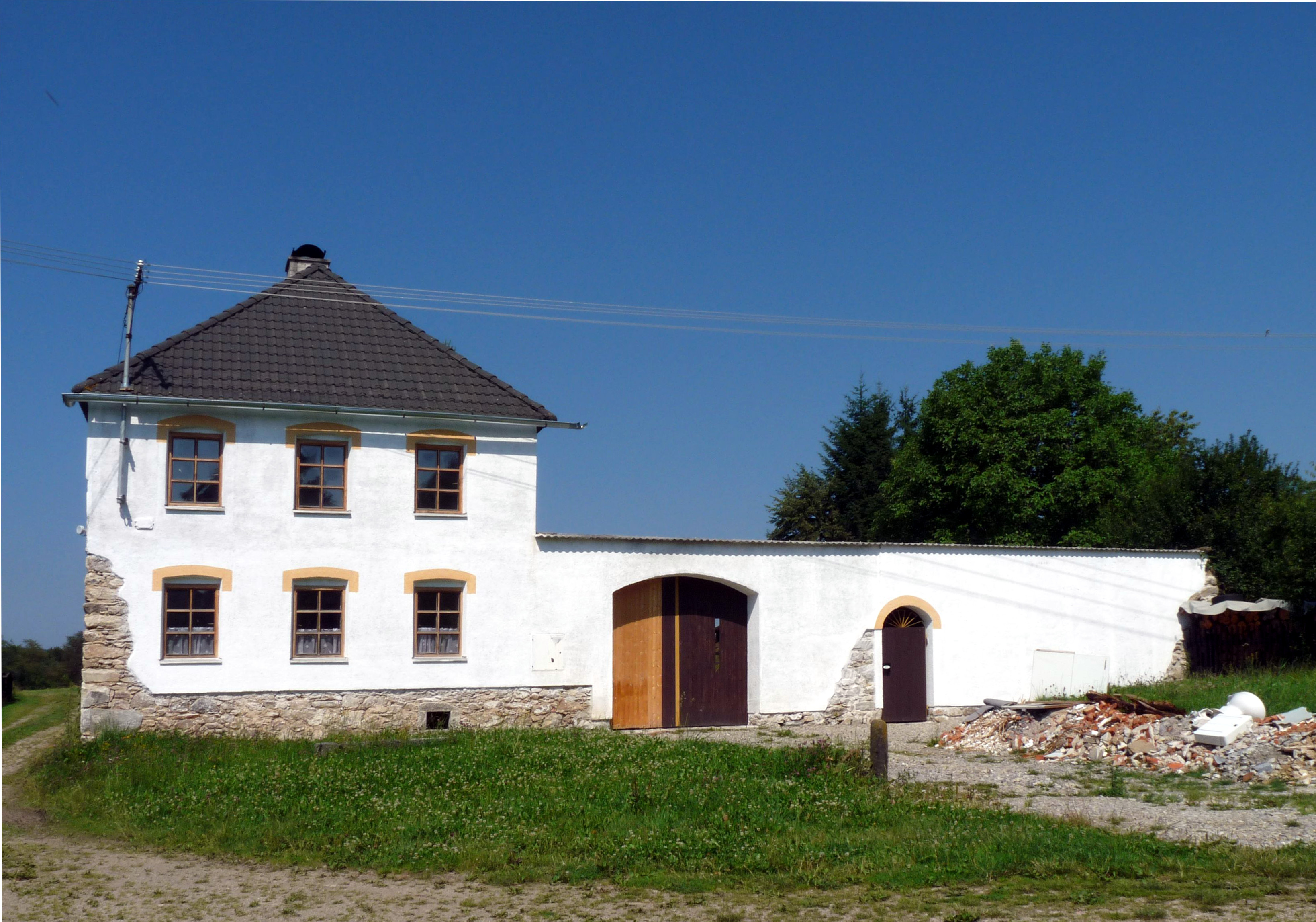
Maison à Ovesné.
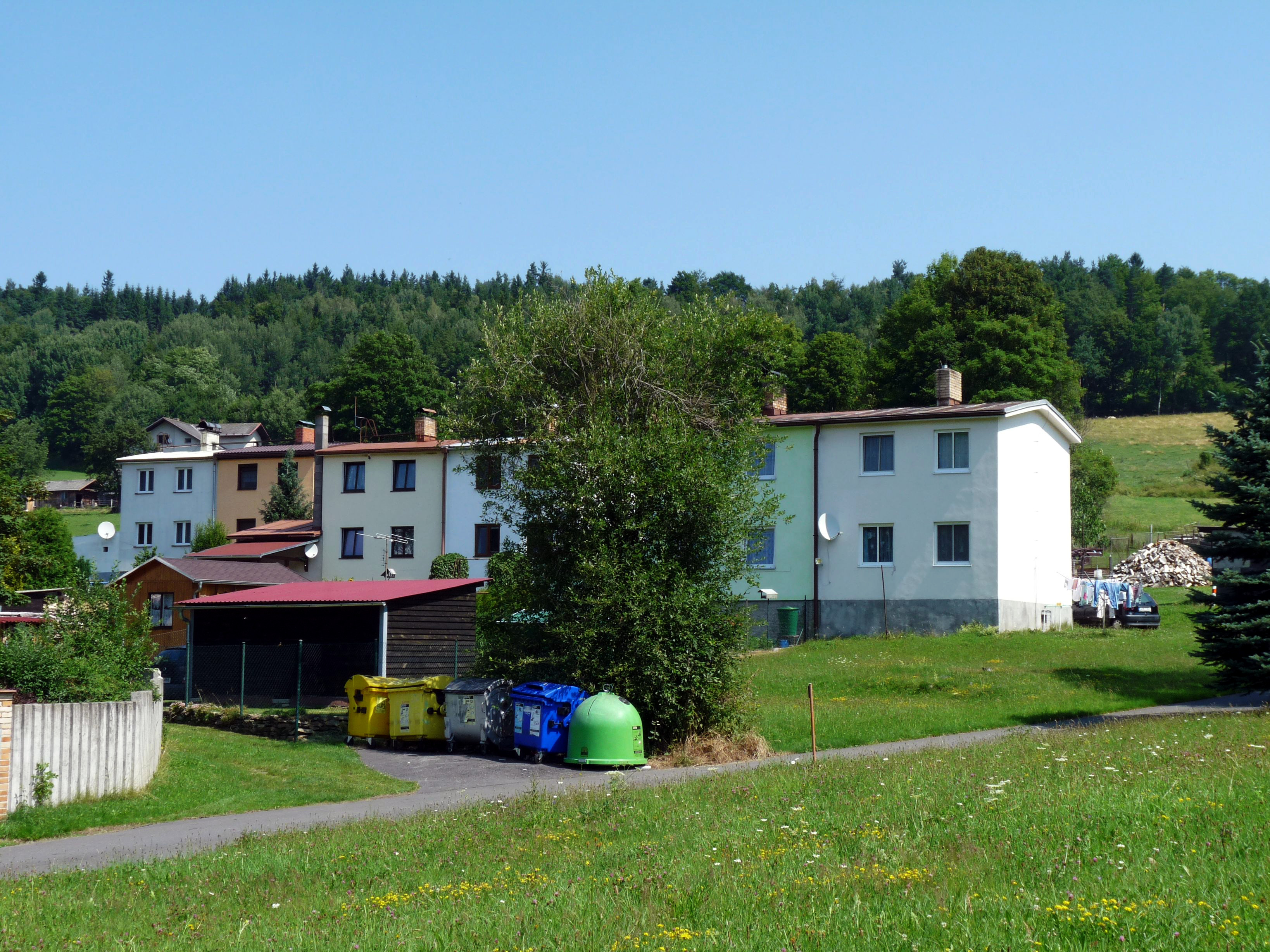
Leptač.

## Transports
Par la route, Chroboly se trouve à 8,7 km de Prachatice, à 37 km de Ceské Budejovice et à 164 km de Prague.